# Isabelle de Château-Porcien
Isabelle de Grandpré, ou Isabelle de Château-Porcien, née vers 1205 et morte après 1257, est dame de Château-Porcien de suo jure. Elle est la fille de Raoul de Grandpré, seigneur de Château-Porcien, et de son épouse Agnès de Bazoches.

## Biographie
À la mort de son père Raoul de Grandpré en 1218, son frère aîné Geoffroy III de Grandpré lui succède en tant que seigneur de Château-Porcien.
Mais Geoffroy III meurt après 1248 sans enfant encore vivant, aussi sa sœur Isabelle hérite de la seigneurie de Château-Porcien.
Elle meurt après 1257 et son fils Jacques II de Montchâlons lui succède à la tête de la seigneurie de Château-Porcien.

## Transmission de la seigneurie de Château-Porcien
Avec Isabelle de Château-Porcien s’éteint la branche cadette de la maison de Grandpré titulaire de la seigneurie de Château-Porcien. Le titre passe alors, par son mariage, à la famille de son premier époux, celle de Montchâlons.
Son fils aîné Jacques Ier de Montchâlons, dit Jacquemin, hérite ainsi de cette seigneurie et la transmet à son fils Jacques II de Montchâlons, qui la transmet à son tour à un de ses fils, Jacques III de Montchâlons.
Celui, n'ayant pas d'héritier à qui la transmettre, la vend de son vivant au connétable de France Gaucher V de Châtillon, seigneur de Châtillon, qui la donnera de son vivant en apanage à son fils. Elle restera dans cette famille pendant quelques générations jusqu'à ce qu'elle soit revendue en 1395 à la maison de Valois-Orléans.

## Mariage et enfants
Elle épouse en premières noces Barthélemy de Montchâlons, (ou Jacques selon les sources), seigneur de Montchâlons, avec qui elle a au moins deux enfants :
- Jacques Ier de Montchâlons, dit Jacquemin, qui succède à sa mère et qui épouse Isabelle de Mellier, fille de Thibaut de Mellier, seigneur de Mellier et de Neufchâteau, Herr von Falkenstein, et de son épouse Catherine, avec qui il a au moins deux enfants :
  - Hellin de Montchâlons, seigneur de Montchâlons après son père, mais qui décède probablement avant sa mère sans postérité ;
  - Jacques II de Montchâlons, seigneur de Montchâlons après son frère et de Château-Porcien après sa mère. Le nom de son épouse est inconnu, mais il a au moins deux enfants :
    - Gobert de Montchâlons, seigneur de Montchâlons après son père ;
    - Jacques III de Montchâlons, seigneur de Château-Porcien après son père. Il meurt sans postérité, mais vend auparavant la seigneurie de Château-Porcien à Gaucher V de Châtillon en 1303 ;

  - Raoul de Montchâlons, chanoine de Saint Gervais de Soissons ;
- Geoffroy de Montchâlons, écuyer, qui hérite du château de Montmélian pour sa part de la seigneurie de Château-porcien[6].

Elle épouse en secondes noces Gilles de Rozoy, mais n'a probablement pas de postérité avec lui.